# Regev Fanan
Pour les articles homonymes, voir Regev.
Regev Fanan (en hébreu : רגב פנאן), né le 23 novembre 1981, en Israël, est un joueur israélien de basket-ball. Il évolue durant sa carrière au poste de meneur.

## Palmarès
- Vainqueur de la Suproligue 2001
- Vainqueur de l'Euroligue 2005
- Champion d'Israël 2001, 2002, 2006, 2007
- Vainqueur de la coupe d'Israël 2001
- Vainqueur de la coupe de la ligue 2002